# ابطوين (المكصولين)
ابطوين هو دُوَّار يقع بجماعة بني جميل مكسولين، إقليم الحسيمة، جهة طنجة تطوان الحسيمة في المملكة المغربية. ينتمي الدوّار لمشيخة المكصولين التي تضم 7 دواوير. يقدر عدد سكانه بـ 220 نسمة حسب الإحصاء الرسمي للسكان والسكنى لسنة 2004.

## روابط خارجية
- البوابة الوطنية للجماعات الترابية
- المندوبية السامية للتخطيط